# 千葉さな子
千葉 さな子（ちば さなこ、天保9年3月6日（1838年3月31日） - 明治29年（1896年）10月15日）は、江戸時代末期（幕末）から明治にかけての女性。
北辰一刀流桶町千葉道場主・千葉定吉の二女。北辰一刀流小太刀免許皆伝、長刀師範。学習院女子科（後の女子学習院）舎監。漢字表記では坂本龍馬に与えた長刀目録に佐那と記述され、司馬遼太郎の小説でその表記を用いたため、この名称が一般化しているが、千葉家の位牌には佐奈と記されている。初名を乙女。

## 生涯
天保9年（1838年）、北辰一刀流桶町千葉道場主・千葉定吉の二女として誕生。兄に千葉重太郎がいる。北辰一刀流の剣術を学び、特に小太刀に優れ、10代の頃に皆伝の腕前に達したという。また、美貌で知られ、「千葉の鬼小町」「小千葉小町」と呼ばれたという。宇和島藩8代藩主・伊達宗城が残した記録をまとめた『稿本藍山公記（こうほんらんざんこうき）』には、安政3年（1856年）に19歳だった佐那が伊達家の姫君の剣術師範として伊達屋敷に通っていたこと、後に9代藩主となる伊達宗徳（当時27歳）と立ち会って勝ったことが記されている。「左那ハ、容色モ、両御殿中、第一ニテ」（佐那は2つの伊達江戸屋敷に出入りする女性の中で一番美人である）という宗城の感想も残っている。
のちに坂本龍馬と知り合い、さな子の回想によると安政5年（1858年）頃に婚約したという。龍馬は姉・乙女宛ての手紙で「（佐那は）今年26歳で、馬によく乗り、剣もよほど強く、長刀もできて、力は並の男よりも強く、顔は平井（加尾）よりも少しよい」と評している。父・定吉は結婚のために坂本家の紋付を仕立てたが、龍馬の帰国後は疎遠になった。後に龍馬の死を知らされるとこの片袖を形見とした。

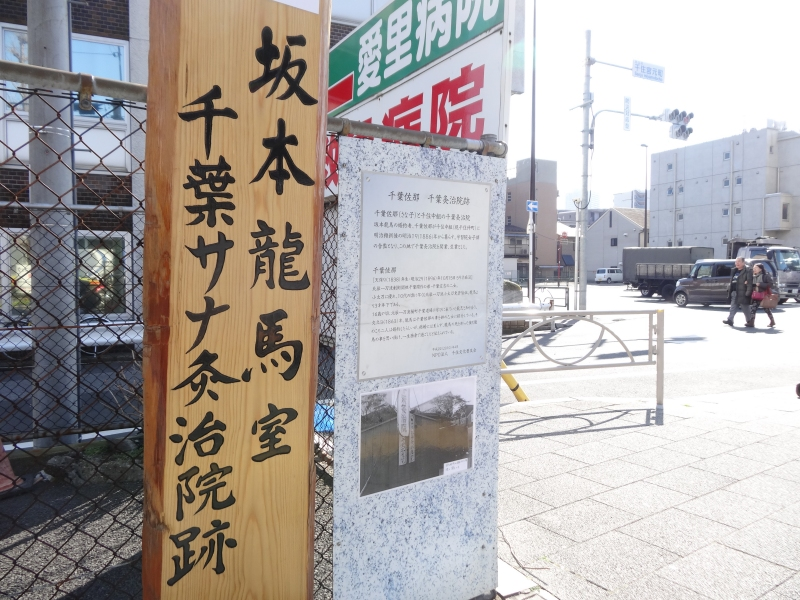
灸治院跡

維新後、鳥取県・京都府・北海道開拓使の官吏として出仕した兄・重太郎が、父・定吉の死から2年あまり後の明治15年（1882年）1月、京都に向かうことになり、さな子も兄に同伴する。同年9月から明治21年（1888年）2月まで学習院女子部（華族女学校）に舎監として奉職した後、同年8月に東京千住（現在の足立区千住仲町付近）で家伝の灸を生業として千葉灸冶院を開業して過ごした。その間、明治18年（1885年）5月に兄・重太郎が死去。さらに、亡き妹・幾久の長男を「龍太」と名付け養子にしたが、龍太は明治28年（1895年）に夭折。さな子も翌明治29年（1896年）に59歳でこの地で死去した。
なお、龍馬の死後も彼を想い、一生を独身で過ごしたと伝えられるが、元鳥取藩士・山口菊次郎と明治7年（1874年）に結婚したとする明治の新聞記事が2010年に発見された。記事では、山口菊次郎とは数年で離縁、その後は独身で過ごしたとされている。宮川禎一京都国立博物館考古室長は「事実だとすれば衝撃的な発見」と述べている。
また、司馬遼太郎の紀行文集『街道をゆく 夜話』（朝日文庫）では、「謙明の死後、豊次はさな子を甲府の小田切家にひきとり、余生を送らせた」と、彼女が晩年を甲府で暮らしたとする記述がある。

## 墓所

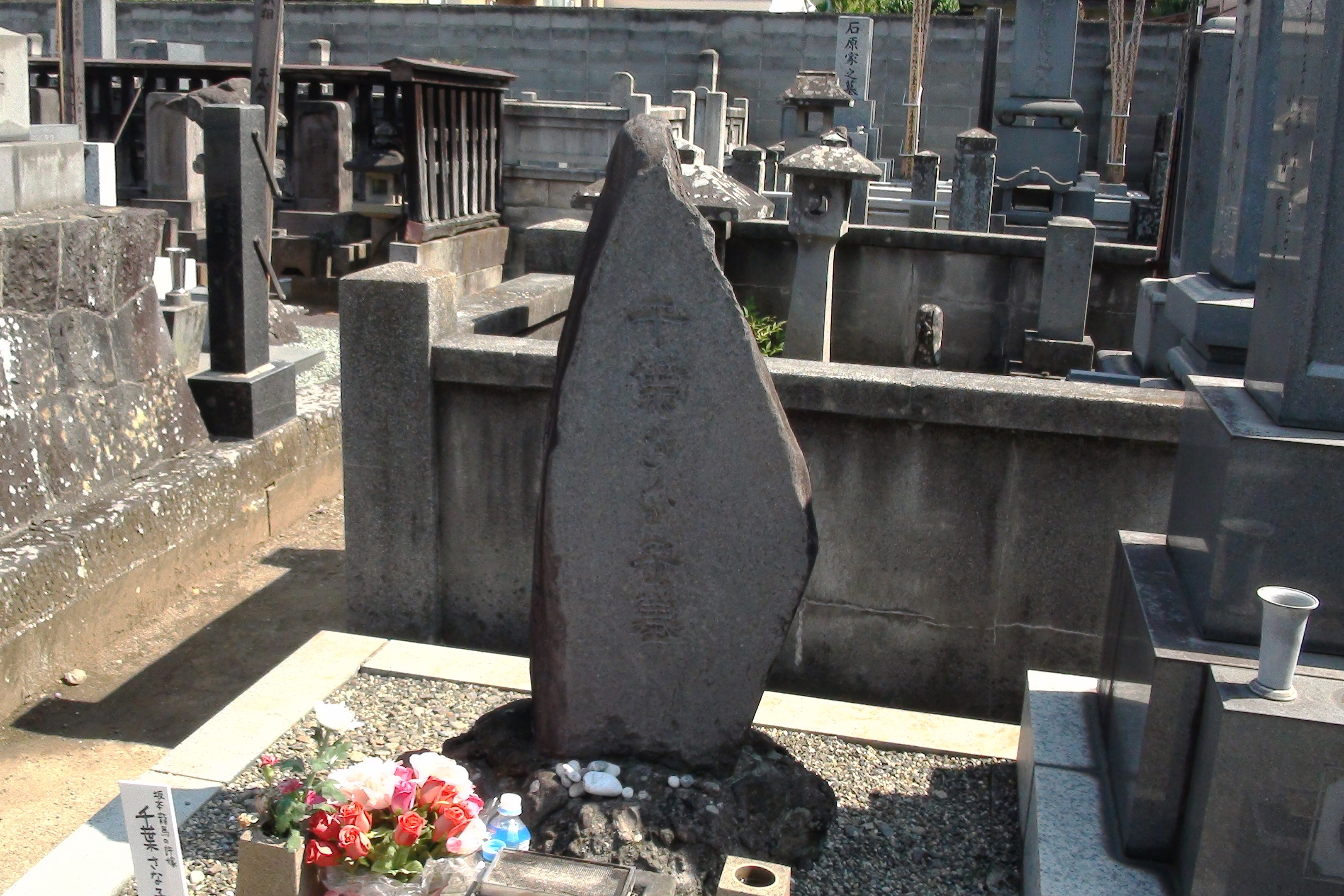
甲府市清運寺にある、千葉さな子墓所

山梨県の自由民権運動・小田切謙明とは生前から交友があったと考えられており、さな子は東京谷中で土葬されたが、身寄りがなく無縁仏になるところ、謙明の妻・豊次が哀れみ、小田切家の墓地のある山梨県甲府市朝日5丁目の日蓮宗妙清山清運寺に墓碑が建立された。墓石には「坂本龍馬室」と彫られている。
戦後になってからは東京都立八柱霊園（千葉県松戸市）の無縁塚へ合葬されていたが、2016年8月、没後120年を機に、さなの妹であったはまの子孫が改葬を行い、千葉家縁の練馬区にある仁寿院にて命日の10月15日に法要を営むことが報じられ営まれた。

## 坂本龍馬との関係
坂本龍馬との恋については、龍馬に関する最初の伝記小説である坂崎紫瀾『汗血千里駒』に書かれている。龍馬の許婚としてのさな子は、実家の坂本家からある程度認識されていたように思われる。龍馬が実家に宛てた書簡には、さな子に対する好意にあふれた表現が使われている。龍馬の妻となったおりょうによるさな子評が悪意に満ちていることからも、龍馬とさな子との関係は深かったと推定される。
司馬遼太郎の小説などによると、さな子が龍馬に想いを告げた時、龍馬は自分の紋付の片袖を破り形見として渡したと描かれている。さな子が形見としていたこの紋付の袖についても諸説があり、龍馬が千葉家に婚約の証として渡したとする説もあるが、実は紋付は龍馬に渡すべく千葉家の方から準備したものであり、さな子がそれを龍馬の形見としていたとする説もある。

## 錦絵
2010年、さな子を描いたとみられる錦絵が宮川禎一によって発見されたと『歴史読本』に掲載され、『朝日新聞』でも2月に報じられたが、後に錦絵は千葉周作の孫の千葉貞（てい）であることが判明した。

## 千葉さな子が登場する作品
小説
- 坂崎紫瀾『汗血千里駒』
- 司馬遼太郎『竜馬がゆく』
- 阿井景子『龍馬のもうひとりの妻』
- 阿井景子『龍馬と八人の女性』
- 谷治宇『さなとりょう』
- 荒山徹『大東亜忍法帖』
- 藤原緋沙子『龍の袖』

漫画
- 『花影』（里中満智子、講談社、1975年）
- 『お〜い!竜馬』（作：武田鉄矢、画：小山ゆう、小学館）
- 『陸奥圓明流外伝 修羅の刻』風雲幕末編（川原正敏、講談社）
- 『風雲児たち』（みなもと太郎、潮出版社→リイド社）
  - 『雲竜奔馬』（みなもと太郎、潮出版社）
- 『HAPPY MAN 爆裂怒濤の桂小五郎』（石渡治、双葉社）
- 『サムライせんせい』（黒江S介、リブレ出版）
- 『竜馬がゆく』（原作：司馬遼太郎、漫画：鈴ノ木ユウ）

テレビドラマ
- 『竜馬がゆく』
  - NHK大河ドラマ（1968年、NHK大河ドラマ、脚本：水木洋子 千葉さな：若柳菊）
  - 12時間超ワイドドラマ（1982年、テレビ東京、脚本：沢島正継 千葉さな子：美雪花代）
  - TBS大型時代劇スペシャル（1997年、TBS、脚本：長坂秀佳 千葉さな子：松たか子）
  - 新春ワイド時代劇（2004年、テレビ東京、脚本：長坂秀佳 千葉さな子：前田愛）
- 『坂本龍馬』（1989年、TBS、脚本：中島貞夫 千葉さな子：野村真美）
- 『竜馬におまかせ!』（1996年、日本テレビ、脚本：三谷幸喜 千葉さな：緒川たまき）
- 『龍馬伝』（2010年、NHK大河ドラマ 脚本：福田靖 千葉佐那：貫地谷しほり）

テレビアニメ
- 『お～い!竜馬』（1992年、NHK総合テレビ、千葉さな子：島本須美）
- 『ねこねこ日本史』（2016年、Eテレ、千葉さな子：大森日雅）

テレビ番組
- 『時代劇法廷スペシャル 被告人は坂本龍馬』（2015年、時代劇専門チャンネル、千葉さな子：小田原れみ）

舞台
- 神田時来組『改訂版！！そして龍馬は殺された』（2010年11月18日 - 23日、シアターサンモール）千葉さな子：時東ぁみ
- 企画演劇集団ボクラ団義『耳があるなら蒼に聞け 〜龍馬と十四人の志士〜』(2014年6月25日-7月6日、中野 ザ・ポケット)千葉さな子：平山空
- 企画演劇集団ボクラ団義『耳ガアルナラ蒼ニ聞ケ～龍馬ト十四人ノ志士～』(2016年7月6日-10日、あうるすぽっと／同年7月23日-25日、HEP HALL)千葉さな子：平山空
- INFINITY～幕末妖刀異譚～（2019年4月2日～6日、浅草六区ゆめまち劇場）千葉さな子：麻衣愛

楽曲
- 『鞄の中、心の中』(藍坊主／アルバム｢ヒロシゲブルー｣)

ゲーム
- 英傑大戦（セガ）
- ライズオブザローニン （ ソニー・インタラクティブエンタテインメント ）千葉佐那